# Camille Coduri
Camille Coduri (Wandsworth, Londres, 8 d'octubre del 1966 -) és una actriu anglesa. El seu paper més conegut fou el de Jackie Tyler a la sèrie britànica Doctor Who des del 2005 fins al 2006 i una vegada més el 2008.
Va aparèixer a les comèdies Nuns on the Run el 1990 i King Ralph l'any següent. També aparegué com a actriu convidada en nombroses ocasions a la televisió britànica en sèries com Rumpole of the Bailey, A Bit of Fry and Laurie, Boon, A Touch of Frost i l'adaptació de la BBC de la novel·la The History of Tom Jones, a Foundling de Henry Fielding l'any 1997. Va aparèixer assíduament a Sinchronicity que s'emeté a la BBC Three l'any 2006.
Camille està casada amb l'actor Christopher Fulford des de 1992 amb qui ha tingut dos fills Rosa (nascuda el 1993) i Santino (nascut el 1996).